# Rybnice
Rybnice (Ribnitz) ist eine Gemeinde in Tschechien. Sie liegt in der Mitte des Bezirkes Plzeň-Nord, ca. 20 km nördlich der Stadt Plzeň. Rybnice grenzt im Süden an Kaznějov und im Norden an Plasy. Rybnice wurde erstmals im Jahre 1193 erwähnt, als Rybnice unter der Herrschaft des Klosters Plasy stand. 